# Slag bij Ourique
De Slag bij Ourique vond plaats op 25 juli 1139, waarschijnlijk in de buurt van de stad Ourique in het huidige Alentejo (Zuid-Portugal). De tegenstanders waren de Portugese graaf Alfons en de Almoraviden onder het commando van Ali ibn Yusuf.
De werkelijke locatie van de besluitvormingsstrijd is onbekend; de meeste historici nemen het slagveld aan nabij het dorp Vila Chã de Ourique, dat veel verder naar het noorden ligt dan de Ourique in de omgeving van Lissabon, traditioneel geïdentificeerd met de locatie van de strijd in de kronieken Auric.
De moslimtroepen bestaan uit de milities van de steden Badajoz, Elvas, Évora, Beja en Sevilla. Hoewel de Portugezen in de minderheid waren, werden de moslimlegers verzwakt door leiderschapsproblemen, zodat Alfons de strijd won.
Het enthousiasme voor zijn overwinning gebruikte Alfons om van de rang van graaf naar de koning van Portugal te stijgen. Hij maakte zich los van de feodale afhankelijkheid van koning Alfons VII van León en Castilië en stichtte het Koninkrijk Portugal.